# 17ns Premis AVN
La cerimònia dels 17ns Premis AVN, presentada per Adult Video News (AVN), va tenir lloc el 8 de gener de 2000 al Venetian Hotel Grand Ballroom, a Paradise (Nevada), EUA. Durant la cerimònia, AVN va lliurar els Premis AVN (sovint batejats com els "Premis de l'Acadèmia del Porno") en 77 categories en honor a les millors pel·lícules pornogràfiques estrenades entre l'1 d'octubre de 1998 i el 30 de setembre de 1999. La cerimònia va ser produïda per Gary Miller i dirigida per Mark Stone. L'estrella de cinema per a adults Juli Ashton va ser la presentadora del programa.
Double Feature! va guanyar 10 premis, inclòs el millor director—vídeo per a Jonathan Morgan, mentre que l'altre gran guanyador de la nit, Seven Deadly Sins, va obtenir vuit premis, inclosos el de millor pel·lícula i millor director de pel·lícula per a Ren Savant. Altres pel·lícules van guanyar dos trofeus cadascuna, com ara Cashmere, Chloe, Dark Garden, Playthings, Search for the Snow Leopard, Tristan Taormino's Ultimate Guide to Anal Sex for Women, What Makes You Cum i When Rocco Meats Kelly 2: In Barcelona.

## Guanyadors i nominats
Els nominats per als 18è premis AVN es van anunciar el novembre de 1999. Seven Deadly Sins va rebre la majoria de nominacions amb 15, seguit de Nothing to Hide 3 4 amb 12 i Double Feature! i The Awakening amb 11 cadascun.
Els guanyadors es van anunciar durant la cerimònia de lliurament de premis el 8 de gener de 2000. A més de guanyar a la millor actriu de pel·lícula, Chloe també va guanyar o va compartir en quatre altres premis: millor escena de sexe en solitari, millor escena de sexe anal—pel·lícula, millor escena de sexe per a noies—vídeo i millor escena de sexe grupal—vídeo. Els premis més sol·licitats, millor estrella nova i artista femenina de l'any, van ser per a Bridgette Kerkove i Inari Vachs, respectivament. Dark Garden va ser nomenat millor llargmetratge de vídeo, la quarta vegada que un llargmetratge dirigit per Michael Ninn guanyava o millor pel·lícula o millor vídeo.

### Premis majors

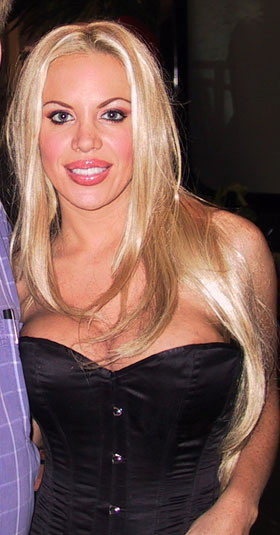
Bridgette Kerkove, premi a la millor nov estrella

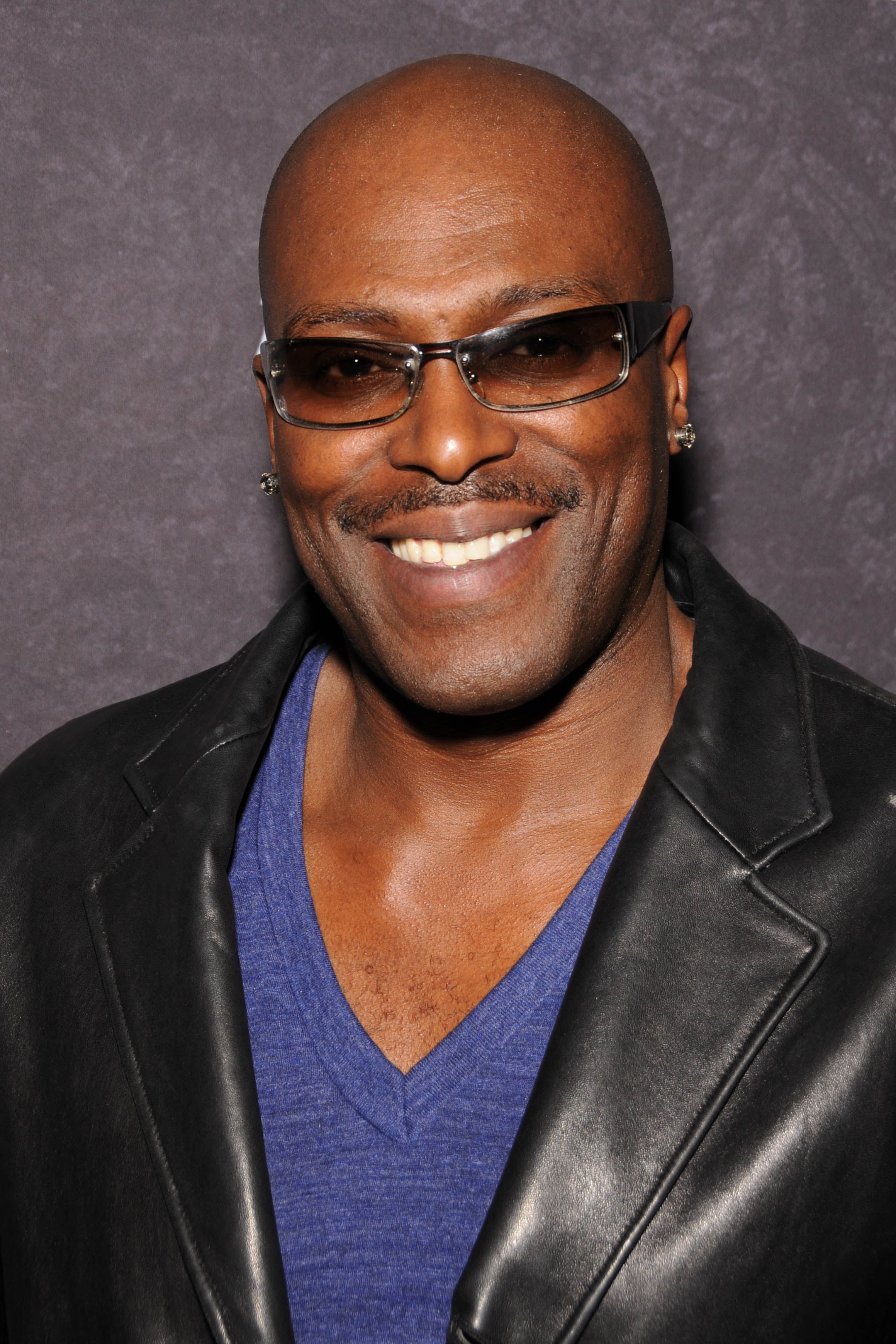
Lexington Steele, premi a l’artista masculí de l’any

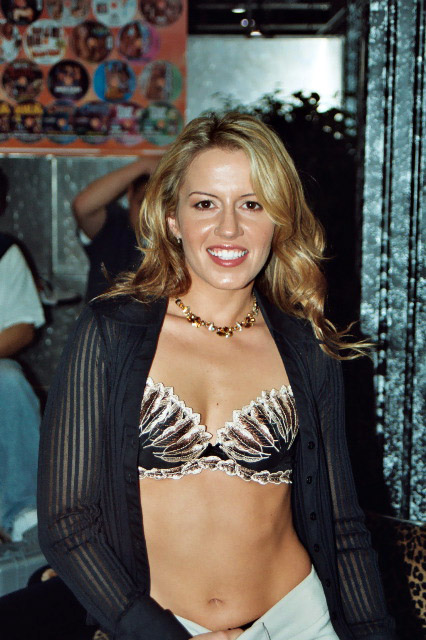
Inari Vachs, artista femenina de l’any

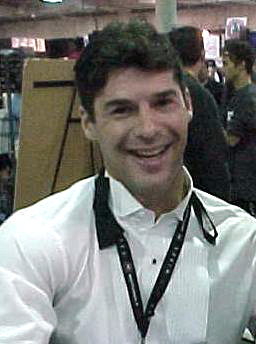
James Bonn, millor actor—pel·lícula

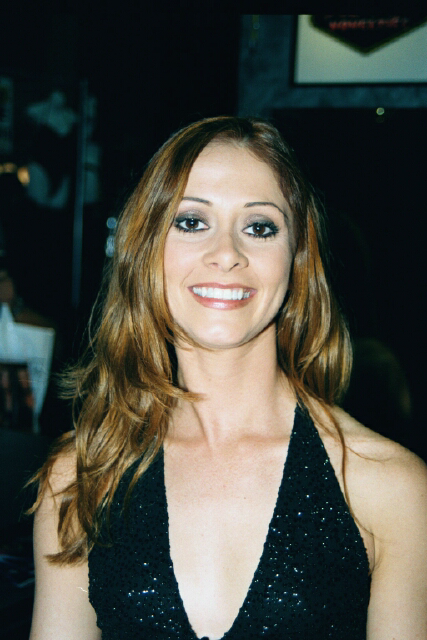
Chloe, millor actriu—pel·lícula

Els guanyadors s'enumeren en primer lloc, es destaquen en negreta i s'indiquen amb una doble daga ().
| Millor pel·lícula | Millor pel·lícula de vídeo |
| --- | --- |
| - Seven Deadly Sins - The Awakening - Chloe - Nothing to Hide 3 & 4 - Original Sin - Search For The Snow Leopard - Stray Cats - Talent Scout - Three - Trigger | - Dark Garden - Archer's Last Day - Cashmere - Crossroads - The Devil in Miss Jones 6 - Eyes of Desire 2 - The Kissing Game - L.A. 399 - Revenge - Serenade - Torn - White Rabbit |
| Millor DVD | Millor nova estrella |
| - Cashmere - Assylum - Big Babies in Budapest - The Devil in Miss Jones 6'' - Fatal Orchid - L.A. Uncovered - Painting Pamela - Seven Deadly Sins - Stray Cat - Risque Burlesque 2 - Rocki Roads' Wet Dreams - Tatiana 1, 2, & 3 | - Bridgett Kerkove - Anastasia Blue - Jewel De'Nyle - India - Katja Kean - Leanni Lei - Bunny Luv - Barrett Moore - Sonja Redd - Regan Starr - Sydnee Steele - Vivian Valentine |
| Intèrpret Masculí de l'Any | Intèrpret Femenina de l'Any |
| - Lexington Steele - Chris Cannon - Christoph Clark - Luciano - Mr. Marcus - Sean Michaels - Herschel Savage - Rocco Siffredi - Randy Spears | - Inari Vachs - Chloe - Sabrina Johnson - Alisha Klass - Monique - Raylene - Serenity - Alexandra Silk - Stephanie Swift |
| Millor Actor—Pel·lícula | Millor actriu—Pel·lícula |
| - James Bonn, Chloe - John Decker, The Trophy - Mickey G., Taxi Dancer - Mike Horner, In the Flesh - Herschel Savage, Nothing to Hide 3 & 4 - Randy Spears, Poseur - Bobby Vitale, Talent Scout | - Chloe, Chloe - Asia Carrera, Search For The Snow Leopard - Allysin Chaynes, Stray Cat - Racquel Darrian, Original Sin - Raylene, The Trophy - Nikki Sinn, Things Change 3 - Gwen Summers, Nothing to Hide 3 & 4 - Inari Vachs, The Awakening |
| Millor Actor—Video | Millor actriu—Video |
| - Randy Spears, Double Feature! - Brad Armstrong, Knockout - Tyce Buné, Revenge - Tom Byron, Archer's Last Day - Mickey G., Eyes of Desire 2 - Mike Horner, Sexplicity - Michael Raven, Mindfuck - Tony Tedeschi, Taboo 18 | - Serenity, Double Feature! - Chloe, Taboo 19 - Kylie Ireland, Timeless - Katja Kean, Millennium - Ginger Lynn, Torn - Missy, Desperate Measures - Raylene, Manic Behavior - Stephanie Swift, Crossroads |
| Millor Director—Pel·lícula | Millor Director—Video |
| - Ren Savant, Seven Deadly Sins - James Avalon, Nothing to Hide 3 & 4 - Andrew Blake, Playthings - Nic Cramer, Trigger - Kris Kramski, Chloe - Nicholas Orleans, Search For The Snow Leopard - Ralph Parfait, Three - Ed Powers, Tight Shots: The Movie - Paul Thomas, The Awakening - Michael Zen, Things Change 3 & 4 | - Jonathan Morgan, Double Feature! - Brad Armstrong, The Kissing Game - Charley Crow, Archer's Last Day - Toshi Gold, Succubus: Skin XVII - Cash Markman, Pleasureville - Michael Ninn, Dark Garden - Antonio Passolini, The Devil In Miss Jones 6 - Simon Poe, Windsong - Michael Raven, White Rabbit - Candida Royalle, Eyes of Desire 2 - Jane Waters, Return of the Nightstalker - Michael Zen, Taboo 19 |
| Millor pel·lícula All-Sex | Millor vídeo All-Sex |
| - Playthings - Daydreamer - Hell on Heels - Pin-Ups - Tropic of Eros | - Voyeur 12 - Asswoman: The Rebirth - Fleshpot - Fresh Meat 7 - Katja Kean's Sports Spectacular - Porno Playground - Return of the Nightstalker - Slutwoman - Street Meat - Whispers - White Trash Whore 12 - Windsong |
| Cinta més venuda 1999 | Cinta més llogada 1999 |
| - The Houston 620' | - The Devil in Miss Jones 6 |
| Millor comèdia | Millor vinyeta de cassette |
| - Double Feature! - Chamber of Whores 2: Porn World - Eye Candy Refocused - Hardcore Championship Fucking - Lizzy Borden's Pornoflick - Missionary Position Impossible - Nymph Fever - Pleasureville - Shooting Sex - Tai Blow Job - Tight Shots: The Movie - XXX Trek: The Final Orgasm | - Sodomania 28 - Barely Legal - Conflict - Daydream - Just Fuckin' and Suckin' 4 - Kelly the Coed 2 - Perverted Stories 22 - PickUp Lines 34 - Pleasure Highway - Porno Playground |
| Millor cinta de temàtica anal | Millor vídeo gonzo |
| - Tristan Taormino's Ultimate Guide to Anal Sex for Women - Anal Demonstrative - Assman 9 - Caught From Behind 29 - Cornhole Armageddon - Only the A Hole 8 - Rocco's True Anal Stories 8 - Sean Michaels Rocks That Ass 2 - Stop My Ass Is On Fire - Tails of Perversity 6 - Up Your Ass 12 - Young and Anal 14 | - Ben Dover's The Booty Bandit - Beach Bunnies With Big Browneyes 5 - Cumback Pussy 17 - Essentially Shayla - Knocking at Heaven's Back Door - Max World 17 - "Please!" 2 - Pornological 3 - Return of the Cumm Brothers - Whack Attack 3 - World Sex Tour 17 |
| Premi Hot Vidéo (Millor estrena USA a Europa) | Millor vinyeta de cinta estrangera |
| - Eros - Cashmere - Delirious - The Devil in Miss Jones 6 - Flashpoint - In The Flesh - Phoenix Rising - The Rear Arrangers - Ritual - Skin Unbound | - When Rocco Meats Kelly 2: In Barcelona - Assman 8 - Czech Cherry Poppers: The College Years 4 - Debauchery 2 - Euro Angels 14 - Euro Angels: Hardball 3 - European Sex Chronicles - Lil' Women 15: Sorority Rush - Return to Planet Sexxx - Penetrating the East 3 - Rocco: Animal Trainer - Xtreme Desires |
| Millor sèrie de tema ètnics | Millor sèrie gonzo |
| - My Baby Got Back - Black Dirty Debutantes - Black Panty Chronicles - Black Pearls - Bootylicious - Booty Talk - Freaks, Whoes and Flows - Inner City Black Cheerleader Search - Rocks That Ass - South Central Hookers - Sugar Walls - 24/7 | - Seymore Butts - Action Sports Sex - Beach Bunnies With Big Browneyes - Ben Dover - Freshman Fantasies - Hardcore Junior College Schoolgirls - Hot Bods and Tail Pipe - "Please!" - Real Sex Magazine - Whack Attack - World Sex Tour |
| Millor escena de sexe en parella—Pel·lícula | Millor escena de sexe en parella—Video |
| - Asia Carrera, James Bonn, Search for the Snow Leopard - Stephanie Swift, Vince Vouyer, Debbie Does Dallas 99 - Gwen Summers, Julian, Nothing to Hide 3 & 4 - Lea Martini, Ramon, Pin-Ups - Randy Spears, Allysin Chaynes, Poser - James Bonn, Azlea Antistia, Seven Deadly Sins - Nick East, Heather Hunter, Star Hunter - Inari Vachs, Jake Steed, Stray Cat - Olga Rios, Bobby Vitale, Talent Scout - Misty Rain, Mark Davis, Things Change 3 - Inari Vachs, Evan Stone, Three - Shaena Steel, Ed Powers, Tight Shots: The Movie | - Zoë, Van Damage, Hardcore Championship Fucking - Anastasia Blue, Billy Glide, Barely Legal - Tera Patrick, Mickey G., Crossroads - Lena, Alec Metro, Freshman Fantasies 22 - Keper Real, Jake Steed, Fresh Meat 7 - Missy, Herschel Savage, The Kissing Game - Allysin Chaynes, Mark Vega, Psychedelisex - Brandon Iron, Katie June, Real Sex Magazine 18 - Tiffany Mynx, Paul Carrigan, Return of the Nightstalker - Alex Sanders, Phaedra Alexis, Sodomania 28 - John Decker, Ginger Lynn, Torn - Sean Michaels, Chloe, We Go Deep |
| Millor escena de sexe All-Girl —Pel·lícula | Millor escena de sexe All-Girl—Video |
| - Janine, Julia Ann, Seven Deadly Sins - Claudia Chase, Sheila Stone, Amber Michaels, Day Dreamer - Jenna Jameson, Felecia, Stephanie Swift, Hell on Heels - Ashley, Karin, Playthings - Dee, Leanni Lei, Deva Station, Statues - Devon, Maya Divine, Devinn Lane, Three - Inari Vachs, Katie Gold, Trial By Copulation - Alex Taylor, Raylene, Charlie, Wildlife | - Alisha Klass, Chloe, Tampa Tushy Fest - Nikita, Lisa Belle, Dark Garden - Sorority Hazing Scene (Allysin Chaynes, Gwen Summers, Katie Gold, Kristin), Kelly the Coed 2 - RayVeness, Shanna McCullough, Lipstick Lesbians 6 - Inari Vachs, Monique DeMoan, Mia Smiles, Nasty Girls 20 - Eight-Girl Orgy, No Man's Land 26 - Annabel Chong, Eden Rae, Poison Candy (second scene) - Jill Kelly, Katie Gold, Porno Playground - Chaz Vincent, Cheyenne Silver, Rocks That Ass 3 - Roxanne Hall, Alexandra Nice, Slutwoman - Chloe, Ginger Lynn, Torn - The Group Finale (Dyanna Lauren, Heather Hunter, Janine, Jenteal, Kobe Tai, Leslie Glass, Tia Bella), Where The Boys Aren't 11 |

### Guanyadors de premis addicionals
Aquests premis es van anunciar, però no es van presentar, en dos segments només per als guanyadors llegits per Taylor Hayes i Christi Lake durant l'esdeveniment. Els trofeus es van lliurar fora de l'escenari. :
- Premi Adult Video Nudes: Kid Vegas: Whoremaster
- Millor pel·lícula All-Girl: The 4 Finger Club 2
- Millor sèrie All-Girl: The Violation of ...
- Millor vídeo alternatiu: DreamGirls—Real Adventures 5
- Millor escena de sexe anal—Video: Anastasia Blue, Lexington Steele, Whack Attack 6
- Millor escena de sexe anal—Pel·lícula: Chloe, Chris Cannon, Breaking Up
- Millor sèrie de temàtica anal: Rocco's True Anal Stories
- Millor direcció artística—Video: Double Feature!
- Millor direcció artística—Pel·lícula: Seven Deadly Sins
- Millor fotografia: Johnny English, Search For The Snow Leopard
- Millor versió clàssica en DVD:: The Devil in Miss Jones, Part III & IV
- Millor sèrie de vídeo continuada: The Voyeur
- Millor director—Estranger: Anita Rinaldi, Return to Planet Sexxx
- Millros extres DVD: Electric Sex, Digital Sin
- Millor vídeo de temàtica ètnica: Freaks, Whoes and Flows 10
- Millor edició: Ren Savant, Seven Deadly Sins
- Millor pel·lícula estrangera: Amanda's Diary 2
- Millor escena de sexe en grup—Pel·lícula: Wendi Knight, Brandon Iron, Pat Myne, Michael J. Cox, Nothing to Hide 3 & 4
- Millor escena de sexe en grup—Video: Final Orgy (Chandler, Chloe, Inari Vachs, Ava Vincent, Nina Hartley, Sydnee Steele, Tristan Taormino, Kyle Stone, Nacho Vidal, Tony Tedeschi), Tristan Taormino's Ultimate Guide to Anal Sex for Women
- Millor DVD interactiu: Vivid Virtual Vixens
- Millor actuació no sexual: Anthony Crane, Double Feature!
- Millor sèrie de temàtica oral: Blowjob Adventures of Dr. Fellatio
- Millor pel·lícula de temàtica oral: Shut Up and Blow Me! 14
- Millor campanya de màrqueting global—Imatge d'empresa: Vivid Video[4]
- Millor campanya de màrqueting global—Projecte individual: Condom PSAs, Wicked Pictures; Wrestling Promotion, Extreme Associates (tie)
- Millor empaquetament: Double Feature! Wicked Pictures
- Millor línia Pro-Am o Amateur: Homegrown Video
- Millor cinta Pro-Am o Amateur: GM Video #242: Labor Day Wet T&A '99, Vols. 1–3
- Millor guió—Pel·lícula: Ren Savant, Eugenie Brown, Seven Deadly Sins
- Millor guió—Video: Martin Brimmer, Double Feature!
- Millor escena de sexe en estrena estrangera: Rocco Siffredi, Kelly, Alba Dea Monte, Nacho Vidal, When Rocco Meats Kelly 2: In Barcelona
- Millor escena de sexe en solitari: Chloe, What Makes You Cum
- Millor efectes especials: Michael Ninn, Cashmere
- Millor cinta d'especialitat—Pits grans: Natural Wonders of the World 5
- Millor cinta d'especialitat—Bondage & D/s: Rough Sex 1
- Millor cinta d'especialitat—Altres gèneres: Barefoot Confidential 2
- Millor cinta d'especialitat—Spanking: Spanking Hotline
- Best Supporting Actor—Pel·lícula: Michael J. Cox, Seven Deadly Sins
- Millor actor secundari—Video: Tom Byron, L.A. 399
- Millor actriu secundària—Pel·lícula: Janine, Seven Deadly Sins
- Millor actriu secundària—Video: Shanna McCullough, Double Feature!
- Millor actuació en tease: Dahlia Grey, Playthings
- Millor cinta trannie: Rogue Adventures 3: Big-Ass She-Males
- Millor edició de vídeo: Jonathan Morgan, Double Feature!
- Millor videografia: Barry Wood, Dark Garden
- Millor vinyeta de sèrie: Perverted Stories
- Escena sexual més escandalosa: Mila, Herschel Savage i Dave Hardman a "The Devil Made Her Do It," Perverted Stories 22
- Premi Sexe Segur: What Makes You Cum?, VCA Xplicit[4]

### Premis AVN honorífics

#### Premi d'assoliment especial AVN/Premi Reuben Sturman
- Howard Stern, David Sturman[4]

#### Saló de la Fama
Membres del Saló de la Fama de l'AVN per a l'any 2000 van ser: Sense anunci a l'espectacle.

### Múltiples nominacions i premis
Les següents estrenes foren les més nominades.
| Nominacions | Pel·lícula                  |
| ----------- | --------------------------- |
| 15          | Seven Deadly Sins           |
| 12          | Nothing to Hide 3 & 4       |
| 11          | The Awakening               |
| 11          | Double Feature!             |
| 9           | The Devil in Miss Jones 6   |
| 9           | Search for the Snow Leopard |
| 8           | Chloe                       |
| 8           | Dark Garden                 |
| 8           | The Kissing Game            |
| 8           | Talent Scout                |
| 8           | Three                       |
| 8           | Torn                        |

Les següents van rebre més premis
| Premis | Pel·lícula                                              |
| ------ | ------------------------------------------------------- |
| 10     | Double Feature!                                         |
| 8      | Seven Deadly Sins                                       |
| 2      | Cashmere                                                |
| 2      | Chloe                                                   |
| 2      | Dark Garden                                             |
| 2      | Perverted Stories 22                                    |
| 2      | Playthings                                              |
| 2      | Search for the Snow Leopard                             |
| 2      | Tristan Taormino's Ultimate Guide to Anal Sex for Women |
| 2      | Voyeur 12                                               |
| 2      | What Makes You Cum                                      |
| 2      | When Rocco Meats Kelly 2: In Barcelona                  |

## Informació de la cerimònia
L'any 2000 l'esdeveniment es va traslladar al Venetian Hotel and Casino construït vuit mesos abans i la revista Genesis va assenyalar que l'espectacle anual "era tant estil com substància com diversos milers d'estrelles porno, directors, productors i fans es van abocar massivament a la sala de ball."
Després de les crítiques a l'espectacle de quatre hores de l'any anterior, la presentadora Juli Ashton va anunciar que intentaria que l'espectacle del 2000 fos curt; va durar una mica més de dues hores.
Alisha Klass va intentar commocionar el públic durant l'espectacle, primer sortint amb un vestit microscòpic i amb un ball-gag a la boca per anunciar el guanyador de la millor nova estrella, després es va treure la roba mentre les estrelles adultes van saltar a l'escenari per ballar amb l'orquestra Jimmie Lykes i els Club Swingers abans de l'anunci dels dos últims premis.
El fundador d'AVN, Paul Fishbein, que va presentar els premis AVN Assoliment Especial, va anunciar que s'havien de rebatejar com a Premi Memorial Reuben Sturman per honrar a Sturman per les seves contribucions a la indústria. Mentrestant, quan Howard Stern es va negar a assistir i acceptar el seu premi a l'èxit, Beetlejuice va pujar al podi per acceptar-lo en nom seu i "va divagar de manera incomprensible" i va haver de ser interromput. per aturar el que semblava un discurs interminable.
Mentrestant, Hustler va assenyalar: "Els premis AVN d'aquest any van inspirar moltes crides i esbroncades dels aliats dels candidats perdedors, fet que va fer que Jill Kelly remarqués que la camaraderia de les passades cerimònies de premis s'havien substituït aquest any per una competitivitat d'esperit mesquí."
Es van introduir diversos premis nous per a l'espectacle d'aquest any; entre ells: Millor cinta d'especialitat—Pit gran. L'espectacle es va gravar i VCA Pictures va publicar un vídeo de la presentació de premis.

### Representació de les pel·lícules de l'any
The Houston 620 fou anunciafs com la pel·lícula més venuda de la indústria del cinema per a adults mentre que  The Devil in Miss Jones 6 va ser la millor pel·lícula llogada l'any anterior.

## In Memoriam
L'homenatge anual del moment de silenci per als morts durant l'any passat, presentat pel fundador d'AVN, Paul Fishbein, va homenatjar les persones següents: Bob Vosse, Bruce Walker, Stanley Fleischman, Paul Wisner, Kim Kataine, Albert Sanchez, David Chandler, Lou Perraino i Rene Bond.